# La mia nemica amatissima/Tu o non tu
La mia nemica amatissima/Tu o non tu è un singolo di Gianni Morandi, pubblicato nel 1983.
Dopo il grande rilancio nei primi anni ottanta, Morandi partecipa al Festival di Sanremo 1983 con il brano La mia nemica amatissima, brano scritto dallo stesso Morandi in coppia con Mogol e Rosario Bella, fratello di Gianni.
Il successo del brano va oltre le aspettative, classificandosi all'ottavo posto nella classifica finale della kermesse canora, ed in via del tutto sperimentale, parallelamente alla classifica ufficiale, viene stilata una graduatoria con i voti popolari collegati al concorso Totip. Tale classifica non ha valore ufficiale, ma viene semplicemente confrontata con quella ufficiale per osservare quanto l'ipotetico voto popolare sia in accordo con quello delle giurie. La graduatoria del 1983, non ufficiale, vede vincitore Toto Cutugno con L'italiano mentre il secondo posto è occupato proprio da Morandi con La mia nemica amatissima.
Tu o non tu è il brano presente sul lato b del 45 giri, scritto da Mogol, Morandi, Rosario e Gianni Bella.

## Successo commerciale
Il singolo fu un grande successo che riportò Morandi nella top ten dei singoli più venduti da cui era assente dal 1976 con il singolo Sei forte papà, toccando il picco massimo della decima posizione nella settimana del 10 febbraio 1983 e risultando il settantasettesimo singolo più venduto dell'anno in Italia.

## Edizioni
Entrambi i brani sono contenuti nell'album La mia nemica amatissima, stampato in fretta e furia per sfruttare il successo del singolo, riciclando alcuni dei brani presenti nell'album del 1982 Morandi.

## Tracce
Lato A
1. La mia nemica amatissima – 3:53 (Mogol-Gianni Morandi-Rosario Bella)

Durata totale: 3:53
Lato B
1. Tu o non tu – 3:34 (Mogol-Gianni Morandi-Rosario Bella-Gianni Bella)

Durata totale: 3:34